# ブライアン・トラックスラー
ブライアン・リー・トラックスラー（Brian Lee Traxler、1967年9月26日 - 2004年11月19日）は、アメリカ合衆国・イリノイ州出身のプロ野球選手（内野手）。
台湾プロ野球での登録名は、威力強。

## 経歴
1988年のMLBドラフト16巡目でロサンゼルス・ドジャースに指名され契約し、1990年4月24日の対セントルイス・カージナルス戦でエディ・マレーの代打として出場しメジャーデビュー。結果はボブ・テュークスベリーの前に空振り三振であった。
アメリカでのキャリアはマイナーリーグ暮らしが長かったが、メジャーでの11打席で唯一の安打を放ったのが当時ニューヨーク・メッツの大エースであったデビッド・コーンであったのが本人の自慢話となっていた。しかし、当時のドジャースには同じ一塁手にエリック・キャロスら有望選手が多く、再びマイナー暮らしに逆戻りとなった。

### ダイエー時代
1994年1月12日、当時ドジャースと友好関係を築こうとしていた福岡ダイエーホークスに入団。ダイエー球団ではなく、ダイエーの本社海外部が2年契約で獲得した。新興球団であるダイエー（南海球団の買収および近畿から九州への本拠地移転から7年目）に対する伝統あるドジャース（創立111年目）側の態度は悪く、後日訪問した巨人や中日のキャンプ地では熱心な技術指導まで行ったのに対して、ダイエーのキャンプ地は短時間視察を行ったのみであり、友好関係は程なく消滅した。
前半戦は、よく似た体型ながら1993年にフィラデルフィア・フィリーズをワールドシリーズへ導く働きを見せた一塁手のジョン・クラックを髣髴とさせるパワーと巧打ぶりを発揮し、クラック同様に主砲・秋山幸二の前を打つ3番打者としてなかなかの働きを見せた。守備面では守備範囲は狭いものの、グラブ捌き自体は悪くなかった。一方、下柳剛はその場で手の届く範囲だけが守備範囲だったとその極端な守備範囲の狭さについて証言し、当時チームの二塁手を務めた藤本博史とまとめて「あれは最悪（の一二間コンビ）やったなぁ」と後年吐き捨てている。
外国人選手としては小柄であったが、体重は100kg近くあり「コロコロちゃん」の愛称で親しまれた。その肥満体ぶりから当時の日本では既製品のベルトが手に入らなかった。最初は愛称になった「コロコロちゃん」の意味が理解できなかったが、「ボウリングの球がレーンを転がる音だ」と説明されて納得していた。オールスターゲームファン投票では、一塁手として清原和博（西武）に次ぐ2位の213,811票を獲得、監督推薦により参加し、第1戦（西武ライオンズ球場）では5番・指名打者として先発出場し3打数2安打1打点を記録、第2戦（ナゴヤ球場）では8回表に代打として出場し1安打を放った。
後半戦は弱点を突かれ、凡打に終わることが多くなり成績も急降下。チームもAクラス入りを逃した。なお「前半戦での活躍に気をよくしたダイエー本社海外部が本塁打に出来高払いを付けるという裏契約を持ちかけたため、後半戦では本来の持ち味である巧打が影を潜めて本塁打狙いの凡打が増えてしまった」という報道がシーズン終了後にされた。
1995年はケビン・ミッチェル獲得により、1994年にプレーしていたケビン・ライマー又はトラックスラーのどちらかが解雇されることになった。当時のチーム事情からトラックスラーを解雇することが決定的であったが、トラックスラーはダイエー本社海外事業部のお墨付きで獲得した選手であったことから、簡単に解雇することができなかった。結局、トラックスラーは春季キャンプ中の2月24日に解雇されたが、これによってダイエー本社とミッチェルとの関係にヒビが入り、その処遇にあたって悪影響を及ぼすものとなった。ミッチェルは素行面が原因で8月に解雇され、ライマーも満足な成績を残すことなく1996年のシーズン直前に解雇された。

### ダイエー退団後
帰国後、マイナーリーグや独立リーグ、中華職棒の和信ホエールズ（登録名は威力強）でプレーを続けた。現役引退後はドジャース傘下のマイナーチームで打撃コーチを務めた。
福岡放送のホークス応援特番で元気に後進を指導する様子を見せ、第二の野球人生を順調に歩んでいる様子であったが、2004年11月19日、アメリカテキサス州サンアントニオで急死。37歳であった。アルコール中毒による肝硬変が原因とされ、好きな酒が寿命を縮めることになった。

## 人物
ビール好きで知られ、ビールをジョッキで何杯も飲み干す様子が報じられていた。一度にビール1ダース飲むことが知られており、自室のベッドはビールケースであった。その酒好きぶりから、1994年シーズン開幕前は体重が120kgに達するなど明らかな体重過多に陥っていた。
テキサス育ちであることから、常にカウボーイハットを被っていた。試合前にカウボーイスタイルで登場し、投げ縄のパフォーマンスを披露するなどしてファンの心をつかみ、打席に入る際には福岡ドームのホークスビジョンには、トラックスラーがカウボーイ姿で敵を懲らしめるアニメーションが流れた。ダイエーは主力選手をモチーフとした博多人形を売り出したが、トラックスラーを模した博多人形は当時の売り上げ1位であった。
トラックスラーをカタカナ表記にすると長すぎるため、球場によっては電光掲示板で全て表示できず、トラックで終わってしまう球場や、トラクスラーと表示される球場もあった。福岡ドームでは、5月以降「トラック」と表記されていた。その福岡ドームへは自転車で通っていた。

## 詳細情報

### 年度別打撃成績
| 年 度     | 球 団     | 試 合 | 打 席 | 打 数 | 得 点 | 安 打 | 二 塁 打 | 三 塁 打 | 本 塁 打 | 塁 打 | 打 点 | 盗 塁 | 盗 塁 死 | 犠 打 | 犠 飛 | 四 球 | 敬 遠 | 死 球 | 三 振 | 併 殺 打 | 打 率 | 出 塁 率 | 長 打 率 | O P S |
| --------- | --------- | ----- | ----- | ----- | ----- | ----- | -------- | -------- | -------- | ----- | ----- | ----- | -------- | ----- | ----- | ----- | ----- | ----- | ----- | -------- | ----- | -------- | -------- | ----- |
| 1990      | LAD       | 9     | 11    | 11    | 0     | 1     | 1        | 0        | 0        | 2     | 0     | 0     | 0        | 0     | 0     | 0     | 0     | 0     | 4     | 0        | .091  | .091     | .182     | .273  |
| 1994      | ダイエー  | 129   | 546   | 499   | 46    | 131   | 21       | 2        | 15       | 201   | 62    | 0     | 2        | 0     | 6     | 39    | 2     | 2     | 101   | 21       | .263  | .315     | .403     | .718  |
| 1998      | 和信      | 43    | 149   | 129   | 17    | 37    | 6        | 0        | 2        | 49    | 21    | 0     | 1        | 1     | 0     | 18    | 0     | 1     | 22    | 5        | .287  | .378     | .380     | .758  |
| MLB：1年  | MLB：1年  | 9     | 11    | 11    | 0     | 1     | 1        | 0        | 0        | 2     | 0     | 0     | 0        | 0     | 0     | 0     | 0     | 0     | 4     | 0        | .091  | .091     | .182     | .273  |
| NPB：1年  | NPB：1年  | 129   | 546   | 499   | 46    | 131   | 21       | 2        | 15       | 201   | 62    | 0     | 2        | 0     | 6     | 39    | 2     | 2     | 101   | 21       | .263  | .315     | .403     | .718  |
| CPBL：1年 | CPBL：1年 | 43    | 149   | 129   | 17    | 37    | 6        | 0        | 2        | 49    | 21    | 0     | 1        | 1     | 0     | 18    | 0     | 1     | 22    | 5        | .287  | .378     | .380     | .758  |

### 記録
NPB初記録
- 初出場・初先発出場：1994年4月9日、対オリックス・ブルーウェーブ1回戦（グリーンスタジアム神戸）、3番・一塁手として先発出場
- 初打席・初安打：同上、1回表に星野伸之から左前安打
- 初本塁打・初打点：同上、2回表に星野伸之から右越満塁

NPBその他の記録
- オールスターゲーム出場：1回 （1994年）

### 背番号
- 20 （1990年）
- 39 （1994年）
- 72 （1998年）